# Symphimus
Genre
Symphimus est un genre de serpents de la famille des Colubridae.

## Répartition
Les espèces de ce genre se rencontrent au Mexique et au Belize.

## Liste des espèces
Selon The Reptile Database (16 mars 2012) :
- Symphimus leucostomus Cope, 1869
- Symphimus mayae (Gaige, 1936)

## Publication originale
- (en) Cope, 1870 "1869" : Seventh Contribution to the Herpetology of Tropical America. Proceedings of the American Philosophical Society, vol. 11, n. 81, p. 147-192 (texte intégral).